# Tuomas Saukkonen
Tuomas Saukkonen (ur. 18 Marca 1980) – fiński muzyk multiinstrumentalista, kompozytor oraz producent. Lider i wokalista takich zespołów jak Before the Dawn, Wolfheart czy Down Of Solace. Często sam komponuje wszystkie partie muzyczne.
Jest właścicielem własnej wytwórni muzycznej OneManArmy Studios.